# Campionato italiano di ciclismo su strada 1956
Il Campionato italiano di ciclismo su strada 1956, quarantaseiesima edizione della corsa, si svolse su cinque prove dal 25 marzo al 30 settembre 1956. La vittoria fu appannaggio di Giorgio Albani, che precedette in classifica Cleto Maule e Pierino Baffi.

## Calendario
| Data         | Evento                                            | Vincitore        | Squadra        |
| ------------ | ------------------------------------------------- | ---------------- | -------------- |
| 25 marzo     | Giro della Provincia di Reggio Calabria (1956)    | Giuseppe Minardi | Leo-Chlorodont |
| 1º luglio    | Giro del Veneto (1956)                            | Giorgio Albani   | Legnano        |
| 15 agosto    | Milano-Vignola (1956)                             | Pierino Baffi    | Nivea-Fuchs    |
| 9 settembre  | Gran Premio Industria e Commercio di Prato (1956) | Danilo Barozzi   | Atala-Pirelli  |
| 30 settembre | Coppa Bernocchi (1956)                            | Vasco Modena     | Arbos          |

## Classifica
| Pos. | Corridore        | Squadra        | Punti |
| ---- | ---------------- | -------------- | ----- |
| 1    | Giorgio Albani   | Legnano        | ?     |
| 2    | Cleto Maule      | Torpado        | 27    |
| 3    | Pierino Baffi    | Nivea-Fuchs    | 26    |
| 4    | Vasco Modena     | Arbos          | 17    |
| 5    | Giuseppe Minardi | Leo-Chlorodont | 15    |
| 5    | Adriano Zamboni  | Torpado        | 15    |
| 7    | Fausto Coppi     | Carpano-Coppi  | 13    |
| 8    | Giuseppe Cainero | Carpano-Coppi  | 10    |
| 8    | Alfo Ferrari     | Arbos          | 10    |
| 8    | Fiorenzo Magni   | Nivea-Fuchs    | 10    |